# HES5
HES5‏ (Hes family bHLH transcription factor 5) هوَ بروتين يُشَفر بواسطة جين HES5 في الإنسان.